# Omar the Tentmaker
Omar the Tentmaker è un film muto del 1922 diretto da James Young.

## Trama
Lo studente Omar ama e sposa in segreto Shireen. Ma lo scià divide i due innamorati, prendendo la donna per il suo harem. Shireen lo rifiuta: gettata in carcere, viene venduta come schiava dopo aver partorito il bambino di Omar.
Passano gli anni: due amici d'infanzia di Omar, Nizam e Hassan, sono diventati rispettivamente Gran Vizir e governatore. Omar crede che la piccola Shereen sia la figlia dello scià. Quando l'uomo viene arrestato e torturato per aver ospitato un crociato, Nizam lo libera e punisce Hassan, che aveva ordinato la tortura. Riunisce poi Omar a Shireen e alla loro figlia.

## Produzione
Il film fu prodotto dalla Richard Walton Tully Productions.

## Distribuzione
Distribuito dalla Associated First National Pictures, il film fu presentato da Richard Walton Tully. Uscì nelle sale cinematografiche USA nel dicembre 1922.